# Säve SK
Säve Sportklubb är en sportklubb i Säve i Göteborg. Klubben har sektioner för bland annat herrfotboll, Ungdomsfotboll och skidor. Säves herr A-lag spelar i division 6.